# Dwadzieścia lat później (film 1980)
Dwadzieścia lat później (ros. Однажды двадцать лет спустя; Odnażdy dwadcat' let spustia) – radziecki film z 1980 roku w reżyserii Jurija Jegorowa.

## Obsada
- Natalja Gundariewa jako Nadia Krugłowa
- Wiktor Proskurin jako jej mąż
- Jewgienij Łazariew jako dziennikarz
- Oleg Jefriemow jako artysta
- Walentina Titowa jako Lena
- Aleksandr Potapow jako Walera
- Igor Jasułowicz jako Tola
- Walentin Smirnitski jako Kola
- Olga Gozbiewa jako poetka
- Alena Czuchraj jako dama z pieskiem
- Andriej Jurieniew jako jej mąż
- Inga Budkiewicz jako kierowniczka domu handlowego
- Marina Jakowlewa jako Natasza

i inni

## Nagrody[1]
- 1981: Nagroda za najlepszą komedię liryczną na XIV Wszechzwiązkowym Festiwalu Filmowym w Wilnie
- 1981: Nagroda za najlepszą kreację dla Natalii Gundariewej na IX Międzynarodowym Festiwalu Filmów Czerwonego Krzyża i Medycznych w Warnie